# Телшов, Отто
Отто Телшов (Тельшов, нем. Otto Telschow; 27 февраля 1876 года, Виттенберге — 31 мая 1945 года, Люнебург), партийный деятель НСДАП, гауляйтер Люнебург-Штаде и Восточного Ганновера (1925—1945), президент ландтага провинции «Ганновер» (1933—1934), депутат Рейхстага (1930—1945) и прусский государственный советник (1933—1945).

## Биография
Сын судейского чиновника. До 1893 года учился в Прусском королевском армейском воспитательном институте для мальчиков в замке Аннаберг у города Виттенберге. 25 октября 1893 года поступил солдатом на службу в уланский полк в Саарбурге, с 1898 года служил в гусарском полку «Королева Вильгельмина Нидерландская» («Königin Wilhelmina der Niederlande») в Гамбурге. Демобилизовавшись в чине унтер-офицера, в 1901 году поступил на службу в полицию Гамбурга.
Во время Первой мировой войны с 1914 по 1917 год был инспектором полевого госпиталя во Фландрии, Румынии и Прибалтике. Награждён Железным крестом 2-го класса. С 1 декабря 1917 по 31 декабря 1918 года был главным инспектором военного госпиталя в резервном военном госпитале в Бремене.
После демобилизации в 1919 году до 1924 года был административным служащим в полиции Гамбурга, старший секретарь полиции (Polizei-Obersekretär). В 1924 году был уволен со службы, так как в 1922—1924 гг. являлся районным руководителем радикально-националистической и антисемитской партии «Немецко-народническая партия свободы» («Deutschvölkischen Freiheitspartei»; DVFP) района Харбург. С 1924 по июль 1925 года был руководителем DVFP в Люнебурге и Штаде. Уже в 1905 году он присоединился к антисемитской «Немецко-социальной партии» («Deutschsozialen Partei»). Кроме того, он был членом Немецкого народного союза обороны и наступления и сотрудником журнала «Немецкие социальные листки» («Deutsche Soziale Blätter»).
После воссоздания Национал-социалистической немецкой рабочей партии (НСДАП) в 1925 году вступил в неё (партбилет № 7 057). С 27 февраля 1925 года — гауляйтер гау НСДАП «Люнебург-Штаде», 30 сентября 1928 года переименованного в гау «Восточный Ганновер». В конце 20-х гг. Телшов основал национал-социалистскую еженедельную газету «Штурмовик Нижней Саксонии» («Niedersachsen-Stürmer»).
С ноября 1929 года — член ганноверского провинциального ландтага. 14 сентября 1930 года избран депутатом Рейхстага от Восточного Ганновера.
После прихода Гитлера к власти в апреле 1933 года стал президентом Ганноверского провинциального ландтага; с 11 июля 1933 года — прусский государственный советник. С 16 ноября 1942 года — имперский комиссар обороны Восточного Ганновера.
После вступления в апреле 1945 года британской армии в Люнебург скрывался под видом деревообработчика в хижине в Даленбурге у Люнебурга. После обнаружения и ареста его там британскими солдатами предпринял попытку суицида, вскрыв себе вены. Тогда он был доставлен в английский госпиталь, но умер там через сутки.

## Награды
- Железный крест II-го класса